# Kaschmir-Salbei
Der Kaschmir-Salbei (Salvia hians) ist eine Pflanzenart aus der Gattung Salbei (Salvia) in der Familie der Lippenblütler (Lamiaceae). Die Art ist in den südlichen Gebirgszügen des Himalaya beheimatet und wird selten als Zierpflanze gehalten. Die winterharte Pflanze wird bis 90 Zentimeter hoch und bringt im gemäßigten Klima Europas im Juni und Juli blauviolette Blüten hervor.

## Beschreibung

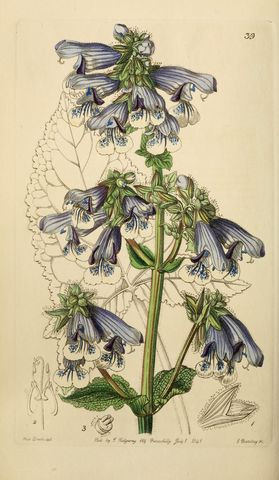
Salvia hians

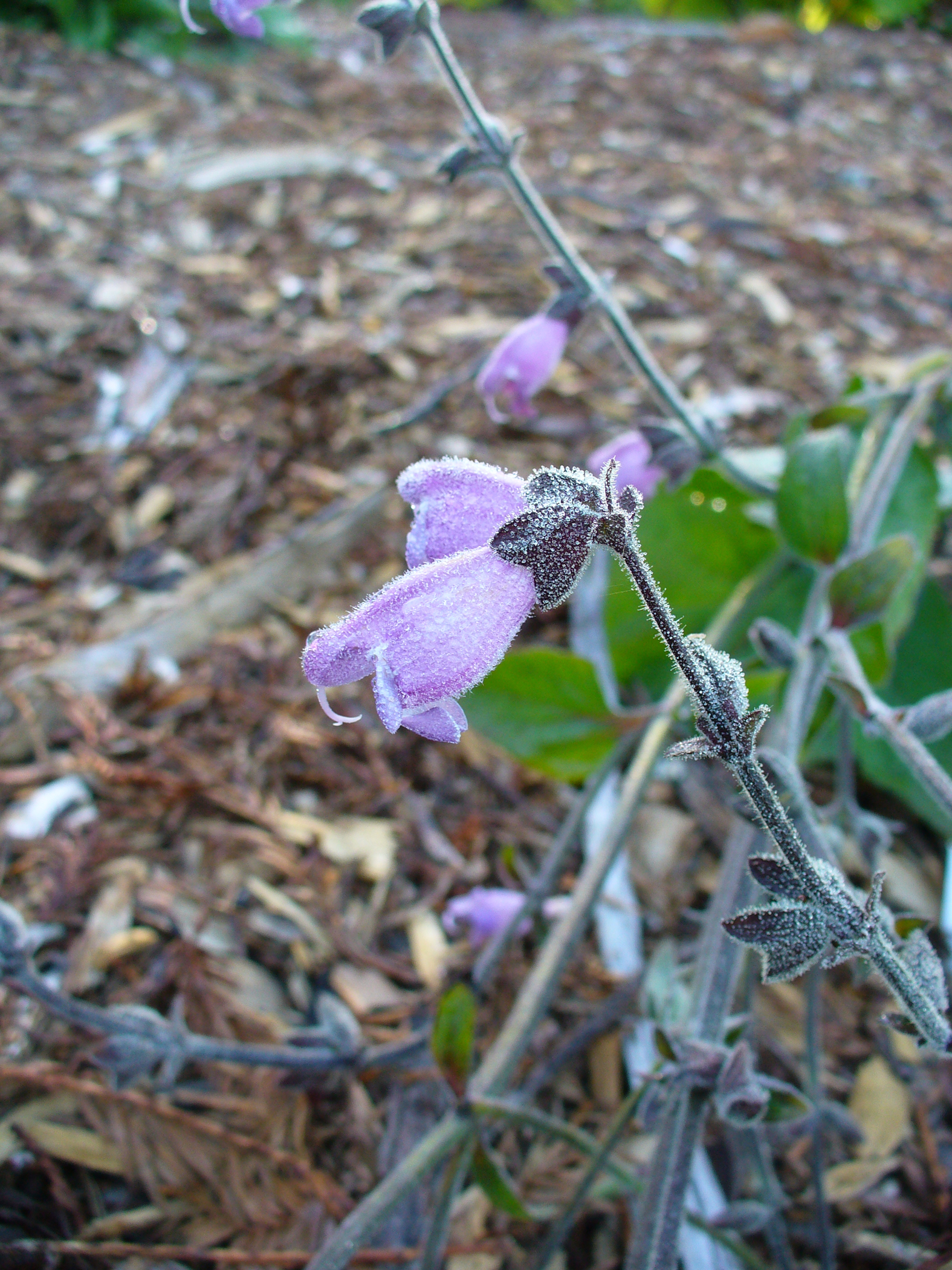
Blüte des Kaschmir-Salbeis

### Vegetative Merkmale
Der Kaschmir-Salbei ist eine ausdauernde krautige Pflanze, die aufrechte, verzweigte, 60 bis 90 Zentimeter hohe Stängel bildet und etwa 60 Zentimeter breit wird. Die lang gestielten, einfachen, meist unregelmäßig geformten, herz- bis pfeilförmigen, bis 25 Zentimeter langen Laubblätter sind hellgrün, graufilzig drüsig behaart und klebrig. Der Blattrand ist gezähnt bis gekerbt. Die meisten Blätter sind grundständig und wirken aus der Ferne eher linealisch, da sie entlang der Mittelrippe leicht gefaltet sind.

### Generative Merkmale
Der endständige Blütenstand ist eine aufrechte, lockere, einfache oder verzweigte Traube mit Scheinquirlen von jeweils 2 bis 6 kurz gestielten Blüten mit doppelter Blütenhülle. Die dunkel rotbraunen, drüsenhaarigen Kelchblätter sind etwa 1 Zentimeter lang. Die bis 4 Zentimeter langen, blass blaue oder blauviolette Blütenkrone bildet eine relativ weite Blütenröhre, die leicht aufgebläht aussieht, und endet zweilippig. Die untere Kronlippe ist innen oft weiß mit violetten Flecken oder Streifen (Saftmale). Sie ist größer als die obere Kronlippe, zweilappig und weit nach unten gebogen, so dass die Blüte weit geöffnet scheint. Darauf deutet auch der artspezifische Namensteil hians („klaffend, gähnend“) hin. Es werden etwa 4 × 3 Millimeter große, verkehrt eiförmige, dunkelbraune Klausenfrüchte gebildet.

### Chromosomensatz
Die Chromosomengrundzahl beträgt x = 8; es tritt Diploidie mit einer Chromosomenzahl von 2n = 16 auf.

## Vorkommen
Der Kaschmir-Salbei ist in den südlichen Gebirgszügen des Himalaya in Pakistan, Indien, Nepal und Bhutan beheimatet. Besonders verbreitet ist er in der alpinen Region Kaschmirs, wo er offene Hänge und steinige Hochgebirgswiesen in Höhenlagen zwischen 2400 und 4000 Metern besiedelt.

## Verwendung
Salvia hians eignet sich gut als Zierpflanze für sonnige Staudenbeete in durchlässigen, lehmigen, humusreichen Böden mit regelmäßiger Wasserzufuhr. Die Pflanze ist winterhart bis −23 °C (Zone 6a), reagiert aber (wie viele andere Pflanzen aus dem Himalaya) empfindlich auf winterliche Nässe. Eine Vermehrung kann durch Aussaat oder Teilung des knolligen Wurzelstocks erfolgen, aber auch durch die oft selbstbewurzelten unteren Blätter im Spätsommer. In der Gartenarchitektur gelten die zahlreichen Blütenstände des Kaschmir-Salbeis mit den purpurblauen Blüten und den purpurbraunen, behaarten Blütenkelchen als ein ungewöhnliches und attraktives Farbenspiel. Die Pflanze harmoniert beispielsweise gut mit hohen, hellgelb oder rahmweiß blühenden Stauden wie Goldgarben und Lakritz-Strohblumen oder mit einjährigen, gelb-braunorgange blühenden Tagetes.
In Indien werden die Wurzeln von Salvia hians als Anregungsmittel verwendet. In Nepal werden die Wurzeln angeblich als Heilmittel gegen Durchfall eingesetzt.

## Systematik
Die Erstveröffentlichung von Salvia hians Royle ex Benth. erfolgte 1833 durch John Forbes Royle in Botanical Miscellany. London, Band 3, S. 373. Synonyme sind Salvia macrophylla Tausch nom. illeg. und Salvia himalaica W.Thomps.